# Умершие в июне 1996 года
Это список известных людей, соответствующих установленным критериям значимости (см. Википедия:Критерии значимости персоналий), умерших в июне 1996 года.
Причина смерти указывается лишь в исключительных случаях (убийство, самоубийство, гибель в результате военных действий, смертная казнь, ДТП или несчастные случаи). В остальных случаях — не указывается.
- 1 июня — Владимир Ивченко (77) — полковник Советской Армии, участник Великой Отечественной войны, Герой Советского Союза.
- 2 июня — Ипатий Боярский (84) — Герой Социалистического Труда.
- 2 июня — Амос Тверски (59) — пионер когнитивной науки.
- 3 июня — Аркадий Галинский (74) — российский спортивный журналист, комментатор, аналитик спорта.
- 4 июня — Валентин Павлюк (76) — участник Великой Отечественной войны, Герой Советского Союза.
- 5 июня — Михаил Ахтырченко (77) — Герой Советского Союза.
- 5 июня — Михаил Малей (54) — российский государственный деятель.
- 5 июня — Всеволод Троицкий (83) — советский учёный в области радиофизики и радиоастрономии.
- 6 июня — Семен Гайдуков — Герой Советского Союза.
- 6 июня — Иван Густов (85) — советский государственный и партийный деятель, 1-й секретарь Псковского областного комитета КПСС (1961-1971), самоубийство.
- 6 июня — Ариан Кузьмин (73) — советский учёный, доктор физико-математических наук.
- 6 июня — Василий Мерчанский (72) — Герой Советского Союза.
- 6 июня — Михаил Черников (87) — Герой Советского Союза.
- 7 июня — Константин Левашов (87) — Герой Советского Союза.
- 8 июня — Мансур Абдуллин (76) — Герой Советского Союза.
- 8 июня — Юсуп Эльмурзаев (38) — Герой России.
- 10 июня — Николай Харджиев (92) — русский писатель, историк новейшей литературы и искусства, текстолог, коллекционер.
- 13 июня — Александр Иванов (59) — известный поэт-пародист, бессменный ведущий телепередачи «Вокруг смеха»; инфаркт.
- 13 июня — Герман Качин (58) — советский и российский актёр театра и кино, заслуженный артист РФ.
- 14 июня — Александр Княжинский (60) — советский кинооператор (фильмы «Ты и я», «Осень», «Подранки», «Сталкер», «Если верить Лопотухину», и др.)
- 14 июня — Мартин Нерсесян (70) — дирижёр.
- 15 июня — Элла Фицджеральд (79) — американская джазовая певица.
- 18 июня — Анатолий Авдеев (70) — Герой Советского Союза.
- 19 июня — Иван Ерёменко (77) — старший сержант Советской Армии, участник Великой Отечественной войны, Герой Советского Союза.
- 19 июня — Игорь Миренков — белорусский серийный убийца.
- 19 июня — Василий Ткаченко (74) — Герой Советского Союза.
- 19 июня — Владимир Фаготов (74) — Герой Советского Союза.
- 19 июня — Георгий Шило (70) — Герой Советского Союза.
- 20 июня — Вилли Фрейзер (67) — шотландский футболист.
- 20 июня — Савва Яскевич (100) — офицер военного времени Русской императорской армии.
- 23 июня — Андреас Папандреу (77) — греческий государственный деятель, основатель одной из двух крупнейших на сегодняшний день политических партий Греции — ПАСОК (Всегреческое социалистическое движение), неоднократно занимал пост премьер-министра Греции.
- 23 июня — Лидия Шапоренко (56) — советская и российская актриса театра и кино.
- 25 июня — Витаутас Каволис (65) — американский социолог литовского происхождения.
- 26 июня — Имантс Адерманис (65) — латышский советский актёр.
- 26 июня — Эдуардас Бразаускас (74) — литовский валторнист.
- 27 июня — Никита Толстой (73) — российский лингвист-славист, академик.
- 27 июня — Александр Фёдоров (79) — советский футболист, полузащитник, нападающий.
- 27 июня — Альберт Брокколи (87) — американский кинопродюсер, наиболее известен как продюсер серии фильмов о Джеймсе Бонде; лауреат премии «Оскар».
- 28 июня — Николай Сладков (76) — писатель-натуралист.
- 29 июня — Памела Мейсон (80) — американская актриса, сценаристка и писательница.
- 30 июня — Андрей Бедан (75) — Полный кавалер ордена Славы.